# Alioune Camara
Alioune Camara (ur. 16 grudnia 1943, zm. 22 stycznia 2021) – senegalski zapaśnik walczący w obu stylach. Olimpijczyk z Monachium 1972, gdzie odpadł w eliminacjach w kategorii do 90 kg.
Brązowy medalista mistrzostw Afryki w 1971 i czwarty w 1969 roku.

## Letnie Igrzyska Olimpijskie 1972
| Konkurencja      | Rundy eliminacyjne  | Rundy eliminacyjne         | Klas. końcowa |
| Konkurencja      | Przeciwnik I        | Przeciwnik II              | Miejsce       |
| ---------------- | ------------------- | -------------------------- | ------------- |
| 90 kg styl wolny | Raúl García (MEX) P | Étienne Martinetti (SUI) P | 2 runda.      |